# Thomas R. Marshall
Thomas Riley Marshall (North Manchester, Indiana; 14 de marzo de 1854-Washington D. C., 1 de junio de 1925) fue un político estadounidense miembro del Partido Demócrata. Fue vicepresidente de los Estados Unidos desde 1913 hasta 1921 bajo el mandato del presidente Woodrow Wilson. 

## Trayectoria
Abogado destacado en Indiana, se convirtió en un miembro activo y reconocido del Partido Demócrata, haciendo campaña por todo el estado a favor de otros candidatos y organizando mítines del partido que posteriormente le ayudaron a ganar las elecciones como el 27.º gobernador de Indiana. 
En 1906, Marshall rechazó la nominación de su partido para postularse al Congreso. Sin embargo, insinuó a los líderes del partido estatal que estaría interesado en postularse para gobernador de Indiana en las elecciones de 1908. Marshall asumió la gobernación de Indiana el 11 de enero de 1909. Dado que su partido llevaba muchos años sin poder, su objetivo inicial fue nombrar al mayor número posible de demócratas para puestos de clientelismo. Aunque no asistió a la Convención Nacional Demócrata de 1912 en Baltimore, su nombre fue propuesto como la opción de Indiana para presidente. Los delegados de Indiana presionaron para que Marshall fuera nombrado candidato a vicepresidente a cambio de apoyar a Wilson. La candidatura Wilson-Marshall ganó fácilmente las elecciones de 1912 debido a la división entre el Partido Republicano y el Partido Progresista.  Wilson y Marshall fueron el primer equipo de presidente y vicepresidente en ser reelegido desde Monroe y Tompkins en 1820.
La vicepresidencia de Marshall es más recordada por una crisis de liderazgo tras un derrame cerebral que incapacitó a Wilson en octubre de 1919. Debido a su desagrado personal por Marshall, los asesores de Wilson y su esposa Edith intentaron mantenerlo desinformado sobre la condición del presidente para evitar que asumiera poderes y deberes presidenciales. Muchas personas, incluidos funcionarios del gabinete y líderes del Congreso, instaron a Marshall a convertirse en presidente interino, pero él se negó a asumir por la fuerza los poderes de Wilson, ya que no quería establecer un estándar para hacerlo. Sin un liderazgo fuerte en el poder ejecutivo, los oponentes de la administración derrotaron la ratificación del tratado de la Sociedad de Naciones y devolvieron a los Estados Unidos a una política exterior aislacionista. Marshall se convirtió en el primer vicepresidente reelegido desde John C. Calhoun en 1828.
Marshall se presentó como candidato a la nominación presidencial en la Convención Nacional Demócrata de 1920. Coordinó con Thomas Taggart el envío de una delegación desde Indiana para apoyar su candidatura, pero no logró obtener apoyo fuera de la delegación de Indiana. Finalmente, respaldó a los candidatos demócratas, James M. Cox para presidente y Franklin D. Roosevelt para vicepresidente, pero fueron derrotados por la candidatura republicana de Warren G. Harding y Calvin Coolidge.
Durante su jubilación, Marshall se inclinó hacia el conservadurismo, declarando su oposición a diversas medidas progresistas, como la fijación de salarios mínimos.
Marshall consideró regresar a Columbia City después de dejar el cargo, pero en su lugar compró una casa y abrió un bufete de abogados en Indianápolis, donde creía que habría mejores oportunidades de negocio. Harding lo nominó para servir en la Comisión del Monumento a Lincoln en 1921, y luego para un puesto más lucrativo en la Comisión Federal del Carbón en 1922; Marshall renunció a ambas comisiones en 1923. Pasó más de un año escribiendo libros sobre derecho y sus Recuerdos , unas memorias humorísticas. Este último libro se completó en mayo de 1925 y los historiadores posteriores lo han señalado como inusual, incluso para su época, por no revelar ningún secreto ni atacar a ninguno de los enemigos de Marshall.  Marshall siguió siendo un orador público popular y continuó viajando para dar discursos. El último que pronunció fue ante estudiantes de secundaria en su ciudad natal.

## Muerte
El 1 de junio de 1925, Marshall y su esposa viajaban a Washington, D. C., cuando él falleció repentinamente de un infarto en su habitación del Hotel Willard , mientras leía la Biblia en la cama.  Llevaba varios días enfermo, y una enfermera los acompañó en el viaje, pero Marshall ya había fallecido cuando su esposa pudo pedir ayuda. Tenía 71 años.
Dos días después se celebró un servicio fúnebre en Washington, al que asistieron numerosos dignatarios. Los restos de Marshall fueron trasladados a Indianápolis, donde permaneció velado dos días; miles de personas visitaron su féretro . Su funeral se celebró el 9 de junio y fue enterrado en el cementerio de Crown Hill, junto a la tumba de su hijo adoptivo, Morrison "Izzy" Marshall. Lois Marshall se mudó a Arizona y permaneció viuda el resto de su vida, viviendo de la pensión de su esposo y de los 50.000 dólares que ganó vendiendo sus memorias a la editorial Bobbs-Merrill . Falleció en 1958 y fue enterrada junto a su esposo.

## Humor
Marshall era conocido por su ingenio y sentido del humor. Pero El humor le causó problemas durante su estancia en Washington. Era conocido por saludar a los ciudadanos que pasaban por su oficina durante el recorrido por la Casa Blanca diciéndoles: "Si me ven como un animal salvaje, tengan la amabilidad de lanzarme cacahuetes".
El ingenio de Marshall es más recordado por una frase que introdujo en el léxico estadounidense. Mientras presidía una sesión del Senado en 1914, Marshall respondió a comentarios anteriores del senador Joseph L. Bristow , que proporcionaban una larga lista de lo que, en su opinión, necesitaba el país. Según se cuenta, Marshall se inclinó y murmuró a uno de sus secretarios: «Lo que este país necesita es más de esto; lo que este país necesita es más de aquello», y bromeó con la suficiente fuerza como para que otros lo oyeran: «Lo que este país necesita es un puro de cinco centavos realmente bueno».